# Gustav von Hochwächter
Gustav Johann Philipp von Hochwächter (geboren am 1. September 1842 auf Haus Fürstenberg bei Xanten; gestorben am 24. Oktober 1919 in Wiesbaden) war ein preußischer Offizier, von 1872 bis 1882 Landrat des Kreises Moers und Kammerherr.

## Leben
Der Protestant Gustav von Hochwächter war ein Sohn des Gustav von Hochwächter und dessen Ehefrau Agnes von Hochwächter, geb. Nering-Bögel. Zunächst bis 1853 von Hauslehrern unterrichtet, trat von Hochwächter dann in das Kadettenkorps in Bensberg ein, im Frühjahr 1858 wechselte er von dort nach Berlin. Während seiner weiteren militärischen Laufbahn trat von Hochwächter am 15. Juli 1860 in das in Wesel stationierte westfälische Feldartillerie-Regiment Nr. 7 ein, von wo aus er im Herbst 1867 zur Kriegsakademie nach Berlin kommandiert wurde. Zuletzt war er im Rang eines Hauptmanns.
Während seiner Dienstzeit nahm von Hochwächter an den Feldzügen 1864, 1866 und 1870/71 teil. Als Folge einer Verwundung, die er sich am 18. August 1871 zuzog, nahm er am 20. Februar 1872 seinen Abschied. Bereits von Mitte Dezember 1871 bis zum 31. März 1872 betätigte von Hochstätter sich als Hilfsarbeiter zur Einarbeitung für künftige Aufgaben bei den Königlich Preußischen Regierungen in Wiesbaden bzw. anschließend dem dortigen Landratsamt, bevor er am 5. September 1872 an 1. Stelle als neuer Landrat für den Kreis Moers präsentiert wurde. Nach seiner zunächst kommissarischen Ernennung zum Landrat mit Allerhöchster Kabinettsorder (AKO) vom 21. Oktober mit Wirksamkeit zum 1. Dezember 1872 und vorbehaltlich der Prüfung zu Eignung, erhielt von Hochstätter letztlich mit AKO vom 9. Juli 1873 seine definitive Bestallung zum Landrat unter Entbindung von dieser Prüfung. Nach 10 Jahren als Landrat ersuchte er am 4. März 1882 um seine Entlassung aus gesundheitlichen Gründen. Mit Dimissoriale vom 31. Mai wurde diesem zum 1. Oktober 1882 stattgegeben. Familie von Hochstätter zog sich nach Wiesbaden zurück, wo sie in der Sonnenberger Str. 31 wohnen.
Hochwächter war freikonservativ. 1882 gehörte er für den Wahlkreis Düsseldorf dem Preußischen Abgeordnetenhaus an.

## Familie
Gustav von Hochwächter heiratete am 1. September 1871 in Wiesbaden Leonore Brune de Mons (geboren am 2. Februar 1853 in Wiesbaden; gestorben am 28. Juni 1926 ebenda), eine Tochter des herzoglich nassauischen Kammerherren bzw. Ministerresidenten Ludwig Graf Brune de Mons und dessen Ehefrau Marie Leonore Brune de Mons, geborene Scull. Das Ehepaar bekam drei Söhne:
1. Alexander Gustav Ludwig Wilhelm (geboren am 11. März 1873 in Moers; gestorben am 7. Januar 1926 in San Remo, Italien)[4] Königlich Preußischer Leutnant a. D., Kaufmann zu Paris (1906)[5]
2. Gustav Karl Ernst Botho Adolf (geboren am 30. Mai 1874 in Moers;[3] gestorben am 11. Februar 1950 in Wiesbaden[6]), 1900 Leutnant im Leib-Garde-Husaren-Regiment zu Potsdam, 1950 Oberleutnant a. D.
3. Willy Julius Arthur (geboren am 29. August 1877 in Moers; gestorben am 10. Dezember 1885 in Wiesbaden[7])